# Тагизаде, Руслан Тофик оглы
Руслан Тофик оглы Тагизаде (азерб. Tağızadə Ruslan Tofiq oğlu; 9 декабря 1993, Евлах, Азербайджан) — азербайджанский футболист, амплуа — защитник.

## Биография
Руслан Тагизаде начал заниматься футболом в возрасте 11 лет, в родном городе Евлахе. В 2005—2006 годах обучался в детской футбольной школе ФК «Карван» под руководством тренера Валеха Мирзоева. В период с 2006 по 2007 год выступал за юношескую команду (U-17) ФК «Нефтчи» Баку, где наставником Тагизаде был опытный тренер Ислам Керимов. В 2009 году в составе дубля «Нефтчи» дебютировал в Первой Лиге чемпионата Азербайджана.

## Клубная карьера
Тагизаде является воспитанником бакинского футбольного клуба «Нефтчи», в составе которого дебютировал в Премьер-Лиге в 2010 году. В 2011 году перешёл в ФК «Апшерон», который вел борьбу в Первом Дивизионе чемпионата Азербайджана. Став победителем первой лиги, команда должна была перейти в высшую лигу, но из-за изменения регламента чемпионата дебют «апшеронцев» в «элите» не состоялся. Этой стало причиной перехода футболиста в ФК «Сумгаит», где Тагизаде провел два сезона.
Летом 2012 года состоялся переход Тагизаде в клуб азербайджанской Премьер-лиги «АЗАЛ» из города Баку, с которым футболист подписал контракт до мая 2014 года. В составе «летчиков» выступает под № 22.

## Сборная Азербайджана

### U-17
22 сентября 2008 года дебютировал в составе U-17 в квалификационном раунде Чемпионата Европы среди футболистов до 17 лет против сборной Болгарии, в котором сборная Азербайджана победила со счетом 3:1.

### U-19
Дебют в составе Юношеской сборной Азербайджана до 19 лет состоялся 13 октября 2010 года в греческом городе Лагос, во время отборочного матча Чемпионата Европы по футболу среди юношей до 19 лет, между сборными Греции и Азербайджана.

### U-21
10 октября 2011 года сыграл свой первый матч за молодёжную сборную Азербайджана против сборной Бельгии в отборочном матче Чемпионата Европы среди молодёжных команд 2013, который состоялся в Баку, на стадионе «Далга Арена».

## Достижения
2011 год — чемпион Первого дивизиона чемпионата Азербайджана в составе команды «Апшерон».